# San Camillo de Lellis agli Orti Sallustiani (titolo cardinalizio)
San Camillo de Lellis agli Orti Sallustiani (in latino: Titulus Sancti Camilli de Lellis ad Hortos Sallustianos) è un titolo cardinalizio istituito da papa Paolo VI il 5 febbraio 1965 con la costituzione apostolica Sacris Romanae Ecclesiae. Il titolo insiste sulla basilica di San Camillo de Lellis. Quando Paolo VI eresse il titolo cardinalizio, la chiesa assurse alla dignità di basilica minore.
Dal 21 febbraio 2001 il titolare è il cardinale Juan Luis Cipriani Thorne, arcivescovo emerito di Lima.

## Titolari
- Paul Zoungrana, M.Afr. (25 febbraio 1965 - 4 giugno 2000 deceduto)
- Juan Luis Cipriani Thorne, dal 21 febbraio 2001